# Пиленхофен
Пиленхофен (њем. Pielenhofen) општина је у њемачкој савезној држави Баварска. Једно је од 41 општинског средишта округа Регенсбург. Према процјени из 2010. у општини је живјело 1.420 становника. Посједује регионалну шифру (AGS) 9375184.

## Географски и демографски подаци
Пиленхофен се налази у савезној држави Баварска у округу Регенсбург. Општина се налази на надморској висини од 335–463 метра. Површина општине износи 13,2 km². У самом мјесту је, према процјени из 2010. године, живјело 1.420 становника. Просјечна густина становништва износи 107 становника/km².

## Међународна сарадња
| Мјесто  | Држава    | Врста сарадње | Од    |
| ------- | --------- | ------------- | ----- |
|         | Француска | партнерство   | 2010. |
| Черионе | Италија   | партнерство   | 2009. |
| Извор   |           |               |       |